# یواف‌سی ۲۸۱
یواف‌سی ۲۸۱: آدسانیا Vs پریرا، یک رویداد هنرهای رزمی ترکیبی که توسط مسابقات قهرمانی مبارزه شدید تولید شده است و در ۱۲ نوامبر ۲۰۲۲ در مدیسون اسکوئر گاردن در شهر نیویورک، ایالات متحده برگزار شد.

## زمینه
مسابقه قهرمانی میانه وزن یواف‌سی بین قهرمان فعلی اسرائیل آدسانیا و قهرمان سابق گلوری میان وزن و سبک‌وزن الکس پریرا، تیتر این رویداد بود. این زوج قبلاً دو بار در مسابقات کیک بوکسینگ با هم ملاقات کرده بودند. اولین بار در آوریل ۲۰۱۶ که پریرا با تصمیم اتفاق آرا برنده شد. دومین دیدار آنها در Glory of Heroes 7 در مارس ۲۰۱۷ برگزار شد که پریرا با ناک اوت راند سوم برنده شد.
مسابقه قهرمانی وزن سبک یواف‌سی بین قهرمان دو دوره کنونی کارلا اسپارزا و قهرمان سابق ژانگ ویلی در این رویداد برگزار شد.
یک مسابقه سبک‌وزن بین مت فروولا و کهنه سرباز بازگشته عثمان آزایتر برای این رویداد برنامه‌ریزی شد. این زوج قبلاً قرار بود در ژانویه ۲۰۲۱ در یواف‌سی ۲۵۷ با هم ملاقات کنند، اما آزیتر از مسابقه کنار گذاشته شد و پس از اینکه مشخص شد که او پروتکل‌های ایمنی و بهداشت کووید ۱۹ را نقض کرده است، از مسابقه کنار گذاشته شد و قراردادش برای مدت کوتاهی فسخ شد. منطقه ایمنی تعیین شده یواف‌سی در هفته مبارزه.
در وزن کشی، رایان اسپن و مایکل تریزانو برنده سبک‌وزن The Ultimate Fighter: Undefeated وزنه را از دست دادند. اسپان ۲۰۶٫۶ پوند وزن داشت که شش دهم پوند بیش از حد مجاز مبارزه بدون عنوان سبک‌وزن بود. تریزانو ۱۴۷٫۶ پوند، یک و شش دهم پوند بیش از حد مجاز مبارزه بدون عنوان وزن پر وزن داشت. هر دو مسابقه در وزن کشی ادامه یافتند و هر کدام ۲۰ درصد از کیف‌های شخصی خود را جریمه کردند که به ترتیب به رقیب سابق قهرمانی سبک‌وزن سبک UFC، دومینیک ریس و سئونگ وو چوی تعلق گرفت.

## جوایز جایزه
مبارزان زیر ۵۰٬۰۰۰ دلار پاداش دریافت کردند.
- مبارزه شب: داستین پویریر در مقابل مایکل چندلر
- اجرای شب: الکس پریرا و ژانگ ویلی

## عواقب
این رویداد با یازده پایان، UFC Fight Night: Rockhold vs. Bisping و یواف‌سی ۲۲۴ را برای اکثر پایان‌ها در یک رویداد یواف‌سی به هم می‌رساند. همچنین رکورد بیشترین پایان دور اول در یک رویداد یواف‌سی را با هفت مسابقه به دست آورده است. این رویداد همچنین با رای طرفداران جایزه UFC Honors Event of the Year را دریافت کرد.